# Soukra
Soukra (àrab: سُكّرَة, Sukra) és una ciutat del nord de Tunísia a uns 6 km de la ciutat de Tunis, entre Ariana i La Marsa, a la governació d'Ariana. Toca per l'est amb Sidi Daoud i per l'oest amb l'aeroport de Tunis-Cartago; al nord queda la llacuna o sabkhat d'Ariana i al sud Cité El Khadra i El Aouina. La municipalitat inclou els barris de Chotrana, Sidi Salah, Sidi Fradj, Jamaa Rawdha, Chick El Arab i Dar Faddal, i té 89.151 habitants.

## Economia
L'activitat econòmica està lligada al fet de ser un barri de la capital, amb serveis i una mica d'indústria. L'agricultura gairebé ha desaparegut. El 2001 hi va obrir el primer Carrefour del país hi també hi va haver el que fou el primer camp de golf (el Golf Country Club de Cartago)

## Geografia
La delegació inclou les ribes sud i oest de la sabkha d'Ariana i una estreta franja de terra de 2 km a la riba nord.

## Administració
És el centre de la delegació o mutamadiyya homònima, amb codi geogràfic 12 52 (ISO 3166-2:TN-12), dividida en set sectors o imades:
- Soukra (12 52 51)
- Dar Fadhal (12 52 52)
- El Bessatine (12 52 53)
- Chotrana (12 52 54)
- Borj El Ouzir (12 52 55)
- Ennasim (12 52 56)
- Ettaamir (12 52 57)

Al mateix temps, forma una municipalitat o baladiyya (codi geogràfic 12 12).